# Красавчик Алфи, или Чего хотят мужчины
«Красавчик Алфи, или Чего хотят мужчины» (англ. Alfie) — романтическая комедия 2004 года, представляющая собой ремейк фильма 1966 года «Элфи». В главных ролях Джуд Лоу, Мариса Томей, Сьюзан Сарандон и Омар Эппс. Мировая премьера состоялась 22 октября 2004 года, в странах СНГ — 24 марта 2005 года.

## Сюжет
Главный герой фильма — обольстительный британец, живущий в Нью-Йорке, обладающий редкой способностью без особых усилий уложить в постель за один вечер любую женщину. Но у него нет понимания о том, кем он будет спустя пару лет.
Сюжет фильма можно сравнить с энциклопедией о женщинах, о каждой особи в которой рассказывает сам ловелас Алфи. Первой своей подругой он представляет «свою почти постоянную вроде как даже свою девушку» — Джули (Мариса Томей). Тем не менее однажды Джулия в своей квартире находит красные трусы предыдущей женщины Алфи. Следующей жертвой Алфи стала невеста друга и партнёра по бизнесу Марлона (Омар Эппс) — Лоннет (Ниа Лонг). Во время их ссоры с Марлоном пьяный Алфи укладывает её на бильярдном столе. На следующий день Лоннет и Марлон мирятся, а ещё через некоторое время без всяких объяснений переезжают на окраину штата. Вскоре Алфи узнаёт, что Лоннет беремена. 
Лиз (Сьюзан Сарандон) — женщина в возрасте, успешная, деловая, целеустремлённая. Вскоре после знакомства с Алфи и пары проведённых вместе с ним ночей изменяет ему с более молодым. С Никки (Сиенна Миллер) он знакомится в сочельник.
После всех своих неудач на любовном фронте Алфи решает навестить своего друга Марлона и его жену Лоннет. Приехав к ним, он понимает, что ребёнок Лоннет вовсе не от Марлона. Этот ребёнок его. Семейная пара имеет одну отличительную черту: и Марлон, и Лоннет темнокожи, а ребёнок — мулат. Это говорит о том, что бывший друг Алфи — Марлон — знает об этом и с этим грузом живёт с любимой девушкой. Алфи становится не по себе от всего этого, он останавливается посреди дороги и начинает плакать.
Финальной сценой становятся размышления Алфи спокойным зимним вечером о всех женщинах, с которыми он был на протяжении фильма, на фоне возвышающегося рядом Бруклинского моста: «Я понимаю, как много они сделали для меня и как мало — я для них…»

## В ролях
| Актёр           | Роль                   |
| --------------- | ---------------------- |
| Джуд Лоу        | Алфи                   |
| Мариса Томей    | Джули                  |
| Сьюзан Сарандон | Лиз                    |
| Рене Тейлор     | Лу Шнитман             |
| Джейн Краковски | Дори                   |
| Джефф Хардинг   | Фил                    |
| Кевин Рам       | Терри                  |
| Омар Эппс       | Марлон партнёр Алфи    |
| Ниа Лонг        | Лонетт невеста Марлона |
| Макс Моррис     | Макс                   |
| Гедде Ватанабэ  | мистер Винг            |
| Сиенна Миллер   | Никки                  |

## Роли дублировали
| Актёр             | Роль  |
| ----------------- | ----- |
| Юрий Брежнев      | Алфи  |
| Мария Овчинникова | Джули |
| Елена Соловьёва   | Лиз   |
| Елена Борзунова   | Дори  |
| Андрей Бархударов | Винг  |

## Съёмочная группа
- Режиссёр — Чарльз Шайер, Илэйн Поуп
- Продюсер — Шон Дэниел, Диана Филлипс, Илэйн Поуп
- Сценарист — Чарльз Шайер, Илэйн Поуп
- Композитор — Мик Джаггер, Джон Пауэлл, Дэвид Стюарт
- Оператор — Эшли Роу
- Художник — Софи Бечер, Рики Эйрс, Джоэнна Фоли
- Монтаж — Падрейк МакКинли

## Съёмки
- Съёмки картины начались 9 октября 2003 года в Великобритании (Ливерпуль, Лондон и Манчестер). Многое из отснятого материала пошло взамен сцен, происходящих в Нью-Йорке. Съёмки закончились к концу Рождества того же года.
- Фильм представляет собой одноимённый ремейк романтической комедии «Элфи» 1966 года с Майклом Кейном в главной роли. Это была одна из первых главных ролей Кейна. Оригинал был поставлен по одноимённому роману, который в свою очередь был написан по пьесе. Все три произведения (книга, пьеса и киносценарий полувековой давности) были написаны Биллом Нотоном[англ.]. После этого Лоу сыграл роль Кейна в другом ремейке 2007 года — кинокартине «Сыщик».
- После съёмок картины Лоу стал действительно встречаться с Сиенной Миллер, они были вместе до февраля 2011 года.
- Мотороллер, на котором ездит Алфи — это Vespa.